# Lyctus opaculus
Lyctus opaculus es una especie de escarabajo de la pólvora del género Lyctus, categorizada en la tribu Lyctini, de la familia Bostrichidae. Fue descrita por LeConte en 1866.

## Distribución
Se distribuye por América del Norte: Canadá y Estados Unidos de América.